# Gliese 25
Gliese 25 is een spectroscopische dubbelster van het type K1V + G, gelegen in het sterrenbeeld Walvis op 50,23 lichtjaar van de Zon. De ster heeft een relatieve snelheid ten opzichte van de zon van 104,1 km/s.